# سو ناغاي
سو ناغاي (باليابانية: 永井 州) (مواليد 26 مايو 1980)، هو لاعب كرة قدم سابق كان يلعب كلاعب وسط.